# Embellisia novae-zelandiae
Embellisia novae-zelandiae är en svampart som beskrevs av E.G. Simmons & C.F. Hill 1990. Embellisia novae-zelandiae ingår i släktet Embellisia och familjen Pleosporaceae.   Inga underarter finns listade i Catalogue of Life.